# 黎婉華
黎婉華（1923年8月28日—2004年2月21日），冠夫姓为何黎婉华，澳门赌王何鸿燊元配夫人，年轻时有“澳门第一美人”之美譽。

## 生平
1923年8月28日，黎婉华出生在葡属澳门的葡萄牙家庭。她的父亲卡洛斯·黎登（葡萄牙語：Carlos de Melo Leitão，1879年－1949年9月6日）是来自葡萄牙维塞乌区的商人，1906年到澳门担任公证员兼律师，且是当时澳门唯一的公证人。黎登有一位在葡萄牙的妻子和三位在澳门的华人夫人，共有24名子女。黎婉华排行十四，是黎登与在澳门的华人夫人（葡萄牙語：Maria Teresa Yeong Pat）所生。黎婉华是亚欧混血，是第一代澳门土生葡人。因多元化的成长背景，黎婉华可流利说写葡萄牙语、粤语、法语及英语。黎婉华自幼接受葡萄牙式教育，是一名罗马天主教徒。
黎婉华年轻时素有“澳门第一美人”之称，裙下之臣无数，其中不乏医生、律师和诸多名流公子。当年，黎婉华的一处住所，恰巧在何东家族成员，何东侄孙何鸿燊学习的夜校附近。何鸿燊对她其一见钟情，虽然黎婉华的英语、粤语水平俱佳，何鸿燊仍为了追求她而去專門學習葡萄牙语。黎婉华与认识不到三个月的何鸿燊在1942年开始交往，这在当时较为封闭的澳门土生葡人社会是自由恋爱。二人在1946年登记结婚。何东家族在港澳乃至国际上都享有很高的声誉和地位，黎婉华选择嫁给何鸿燊，除了个人情感因素和双方都是混血儿外，何鸿燊的家族背景也是重要考量。
40年代，黎婉华动用私人交情，帮何鸿燊获批纺织品配额的垄断权。
黎婉华有一子三女。1956年感染而終生受結腸炎所苦，不能進食任何非流質食物，並須長期臥床；同年，何鸿燊捐款五万，祈福她在巴黎手术平安，1957年，何鸿燊包机带她去伦敦，切除了胃部。
黎婉华酷爱踢足球、骑自行车等运动，1961年，因观看球赛而与霍英东夫妇结缘。随后，与霍英东、余海北等人的夫人组成“太太团”，引入了她们丈夫投资赌场的合作。1963年，黎婉华面陈澳督马济时，为何鸿燊争取“新华园赌场”场地自此，直至1973年，黎婉华一直工作在赌场、主持大局。凡有她主持开赌仪式，历届澳督夫人必然光临。
1973年，黎婉华在葡萄牙遭遇嚴重车祸重伤，下颚骨碎裂，陷入昏迷。大约两年以后，她才逐渐恢复记忆。
1981年，独子何猷光和妻子蘇琪·波捷在葡萄牙發生嚴重車禍，不幸双双英年早逝，終年33歲； 长女何超英8年內經歷母癱弟喪打擊後重度精神失常。
黎婉华长期抱病在床，故此何鸿燊为其安排了许多看護，其中之一的看護陈婉珍，成為了后来的赌王三姨太。
黎婉华精通粤语、法语，1985年，被作家邓小宇誉为“全香港最有气势的女人”。上个世纪九十年代，黎婉华曾接受葡萄牙大十字功绩勋章，比前澳门特首何厚铧提早获得近十年。对何鸿燊打入葡澳精英圈层，黎婉华起到了至关重要的作用，《亚洲教父》一书，描述她为“赌王的接线员”。
位於台山的澳門明愛何黎婉華庇道演藝劇院以其命名，前身是明珠戲院，於高士德大馬路亦有何鴻燊夫人大廈以其為名，大廈內設有不少福利設施及政府辦公室。黎婉華亦是香港無綫電視主持人黎芷珊的姑母。

## 逝世
2004年2月21日，黎婉華逝世，享壽80歲，澳门政府特降半旗致哀，葡萄牙总统亲发悼念来电。葬於聖味基墳場，墓地由何鴻燊親自挑選，坐落於澳門名人崔德祺等人的墓地旁。

## 資料來源
1. ↑  .   [2022-05-15].
2. ↑  .   [2020-02-15]. （原始内容存档于2022-09-27）.
3. ↑  .   [2020-09-24]. （原始内容存档于2021-08-07）.
4. ↑  Muhammad Cohen. . Inside Asian Games. 2020年6月26日  [2024年5月13日]. （原始内容存档于2023年6月14日） （英语）.
5. ↑  . Manager International Company. 1997 （英语）.
6. ↑  {{Cite
web|title=A Quick (& Juicy) Guide To Late Casino King Stanley Ho, His 4 Wives, And Their 16 (No, Not 17) Kids|url=https://www.todayonline.com/8days/sceneandheard/entertainment/quick-juicy-guide-late-casino-king-stanley-ho-his-4-wives-and%7Caccess-date=2020-08-23%7Cwebsite=TODAYonline}}
7. ↑  赌王何鸿粲神情哀伤为原配夫人亲选墓地 （页面存档备份，存于）.新浪娱乐.2004-02-23